# Inselberg

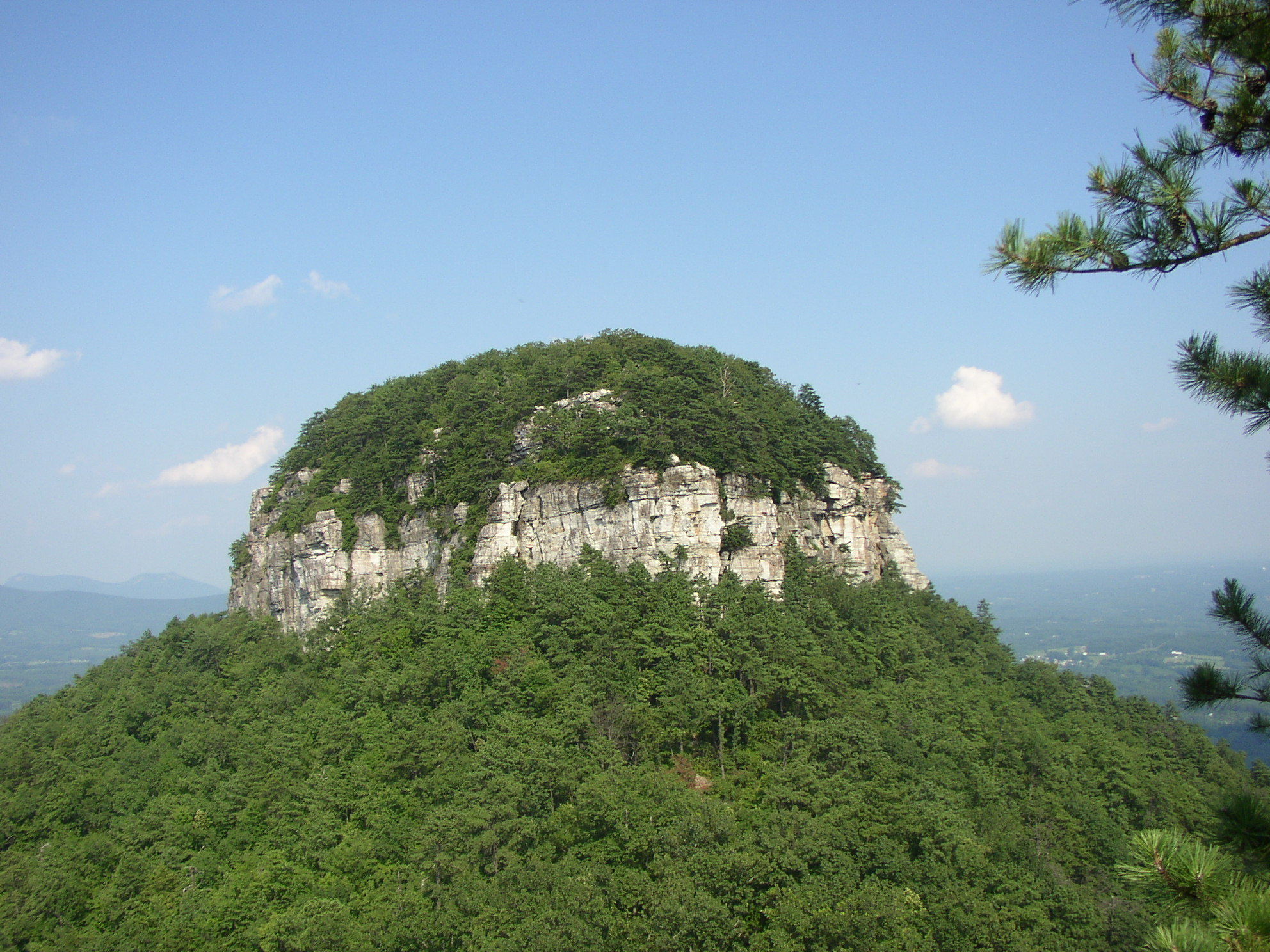
Pilot Mountain, Carolina de Nord, SUA

Un inselberg (din germană „insel” – insulă și „berg” –  munte) sau monadnock (termen introdus inițial de W. Davis în Statele Unite) este o formă de relief rezidual – izolată, formată din roci dure cu pante abrupte (deal stâncos, creastă sau munte mic), ce se ridică deasupra unei câmpii de eroziune înconjurătoare.

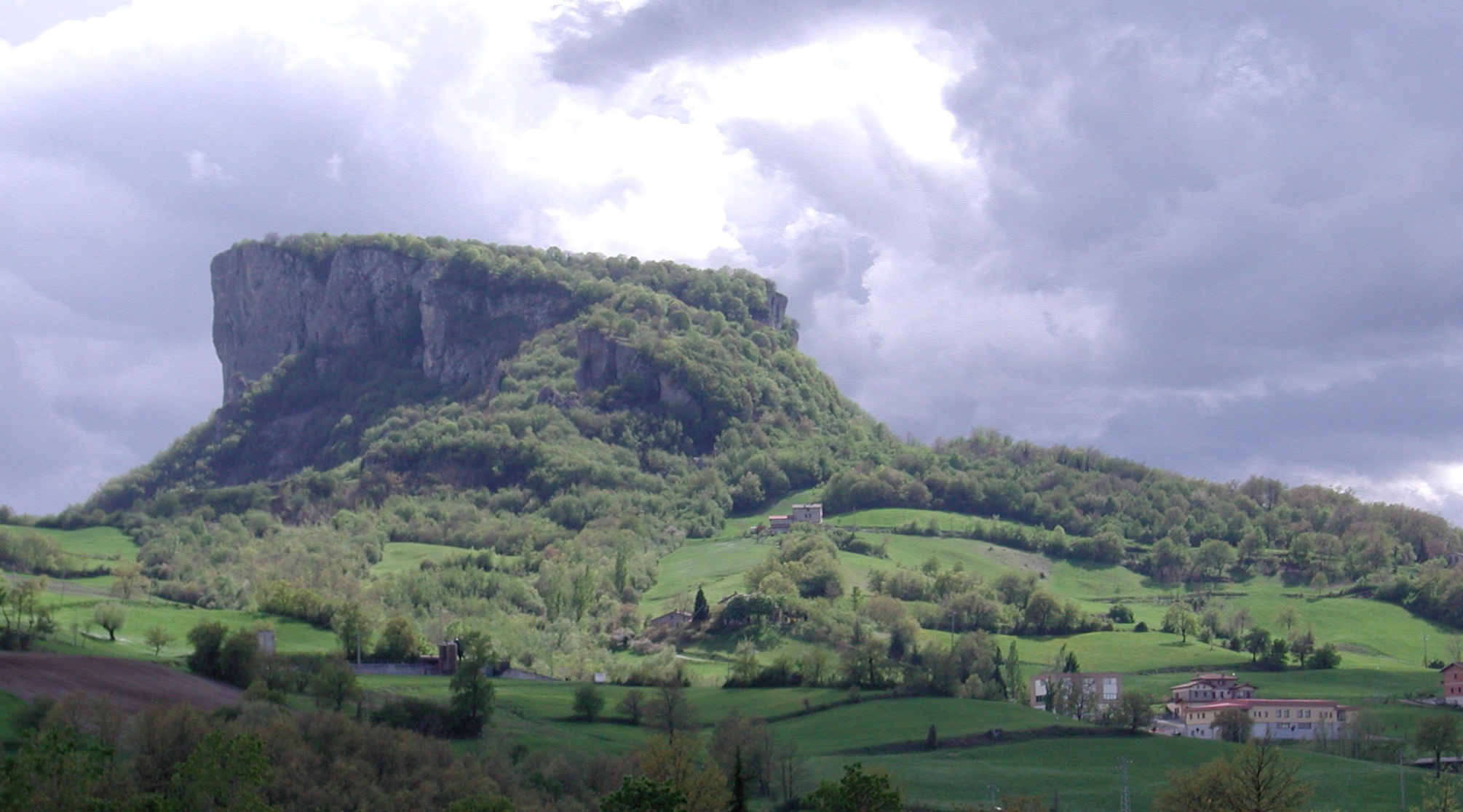
Pietra di Bismantova, Munții Apenini, Italia

## Africa
Côte d'Ivoire
- Mont Niénokoué în Taï National Park

Madagascar
- Mount Angavokely
- Pic Boby, parte a Andringitra Massif

Malawi
- Mulanje Massif

Mali
- Hand of Fatima

Mozambic
- Aliti

Nigeria
- Wase Rock

Tunisia
- Jugurtha's Table

Zimbabwe
- Castle Beacon in the Bvumba Mountain

## America
Brazilia
- Sugarloaf Mountain (396 m) în Rio de Janeiro
- Pedra Agulha în Pancas, Espirito Santo

Canada
- Gaff Topsails în Newfoundland
- Mount Sylvester în Newfoundland
- Mount Carleton în New Brunswick
- Mount Cheminis/Mont Chaudron în Quebec
- Mont Mégantic în Quebec lângă Scotstown

Columbia
- El Peñón de Guatapé (La Piedra de Peñol), Antioquia

Mexic
- Cerro el Almacén, Bahía de los Ángeles, Baja California Norte

Statele Unite
- Mount Monadnock în New Hampshire; este muntele de unde provine termenul
- Arabia Mountain în Georgia
- Baraboo Range în Wisconsin
- Crowder's Mountain, lângă Kings Mountain, North Carolina
- Enchanted Rock în Texas
- Joshua Tree National Park în Southern California
- Little Mountain în Newberry County, South Carolina
- Paris Mountain în Greenville, South Carolina
- Monadnock Mountain în N. Vermontului
- Mount Ascutney în S. Vermontului
- Mount Wachusett în Massachusetts
- Panola Mountain în Georgia
- Pilot Mountain în North Carolina
- Rib Mountain în Wisconsin
- Shiprock în New Mexico
- Stone Mountain în  Georgia
- Stone Mountain în North Carolina
- Sugarloaf Mountain în Maryland
- Double Mountain în Texas
- Mount Angel în Oregon
- Willis Mountain în Virginia
- Chief Mountain(2768m) în Montana
- Glassy Mountain în Pickens, South Carolina
- Thicketty Mountain în Cherokee County, South Carolina

Venezuela
- Piedra del Cocuy

## Asia

Israel
- Mount Tabor

Sri Lanka
- Sigiriya

## Australia
- Hyden Rock[3] din care Wave Rock face parte
- Mount Conner (Attila)
- Mount Cooran[4]
- Mount Cooroora
- Mount Cooroy
- Mount Oxley (New South Wales)
- Murphy's Hay Stack[5]
- Pildappa Rock[6]
- Uluru (Ayers Rock, 863 m) și Kata Tjuta (The Olgas), ambele în interiorul Uluru-Kata Tjuta National Park

## Europa
Italia
- Rocca di Cavour, Cavour, Piedmont
- Pietra di Bismantova, Castelnovo ne' Monti, Reggio Emilia, Emilia Romagna

Ungaria
- Somlóhegy

Norvegia
- Hårteigen

Portugalia
- Monsanto da Beira

România
Popina Mare, Popina Mică, Popina Ascunsă
Serbia
- Fruška Gora

Suedia
- Dundret[7]

Regatul Unit
- North Berwick Law
- Suilven în Scoția
- The Wrekin în Anglia